# Advanced Engine Research
Pour les articles homonymes, voir AER.
Advanced Engine Research Ltd (connu sous le sigle AER) est un constructeur britannique de moteurs d'automobiles de course basé à Basildon, comté d'Essex (Angleterre). Créé en 1997, AER a mis au point des moteurs pour monoplaces (GP3 Series depuis 2013), Sport-prototypes, le Grand Tourisme et le rallye automobile.

## Moteurs
Depuis 1997, AER a élaboré cinq moteurs différents soit en partant de zéro, soit en modifiant des moteurs pour ses clients.

### SR20
Évolution du moteur Nissan SR20 et répondant à la réglementation Supertourisme, il a été utilisé par RML sur les Nissan Primera dans le championnat BTCC de 1997 à 1999. L'écurie remporte le titre constructeurs en 1998 et 1999, et le titre pilote avec Laurent Aïello en 1999.
Le moteur a également été utilisé par le Nissan Racing Crawford dans le championnat suédois des voitures de tourisme, remportant le titre en 2000 avec Tommy Rustad. 
Il a été utilisé dans l'éphémère World Series Light, une division junior des World Series by Nissan.

### P14
L'AER P14 est un moteur V6 développé à partir d'un moteur Nissan VQ.
En 2002, le P14 a été utilisé par les World Series by Nissan, mais a été abandonné au profit d'une version 3,5 L développée par Solution F quand le championnat est devenu le World Series by Renault.

### P07
Créé en 2000, le P07 est un nouveau moteur créé en association avec MG et sous la marque MG, le P07 était connu sous le nom de XP20 MG.
Le P07 est encore en usage dans les Sport-prototypes en American Le Mans Series, Le Mans Series et 24 Heures du Mans, dans la catégorie LMP2.

### P32T
Lancé en 2006, le P32T a été une tentative d'AER pour passer en catégorie LMP1.
Dyson Racing et Chamberlain Synergy Motorsport étaient les premiers utilisateurs du P32T en 2006, alors qu'en 2007, Courage Compétition est devenu un client et que l'écurie CytoSport ont pris le relais du Dyson Racing.

### MZR-R
Conçu comme un remplaçant du P07, le tout nouveau MZR-R est un moteur développé en collaboration avec Mazda.
Aux États-Unis, BK Motorsports a lancé le MZR-R en 2007 aux 12 Heures de Sebring, alors qu'AER ne l'a commercialisé à ses clients qu'à partir de 2008.
Après des victoires en American Le Mans Series dans la catégorie LMP2 à Lime Rock et Petit Le Mans en 2009, la première victoire en course du moteur a lieu à Mid-Ohio en 2010 avec l'écurie Dyson Racing.

## Résultats en compétition
- Championnat de Grande-Bretagne des voitures de tourisme
  - Vainqueur du classement pilote avec Laurent Aïello en 1999

- Championnat suédois des voitures de tourisme
  - Vainqueur du classement pilote avec Tommy Rustad en 2000

- 24 Heures du Mans
  - Vainqueur de la catégorie LMP675 en 2000
  - Vainqueur de la catégorie LMP2 en 2006

- American Le Mans Series
  - Vainqueur de la catégorie LMP675 en 2002, 2003 et 2004
  - Vainqueur de la catégorie LMP2 en 2005

- Le Mans Series
  - Vainqueur de la catégorie LMP675 en 2004
  - Vainqueur de la catégorie LMP2 en 2005, 2006, 2007